# Arnaut Danjuma
Arnaut Danjuma Groeneveld (Lagos, 1997. január 31. –) holland–nigériai származású holland válogatott labdarúgó, csatár. A LaLigában szereplő Valencia játékosa.

## Pályafutása

### NEC Nijmegen
2016 áprilisában átigazolt a NEC-hez, kezdetben az U23-as csapat tagja volt. Szeptembertől Groeneveld a NEC főkeretébe került, és korábbi csapata, a PSV Eindhoven ellen mutatkozott be a NEC színeiben, csereként a 85. percben Reagy Ofosu helyett. A 2016/17-es idény utolsó mérkőzésen szerezte első gólját, az SC Heerenveen elleni 0–2-s idengebli bajnoki 24. percében.

### Club Brugge
2018. június 7-én bejelentette a belga klub, hogy négy évre szerződtették a holland NEC Nijmegen csapatától.
Július 22-én mutatkozott be az együttesben a Belga Szueprkupában a Standard Liège elleni 2–1-re nyert mérkőzésen. Az első gólnál a 39. percben gólpasszt adott Hans Vanakennek. Egy hét múlva debütált a belga bajnokságban a KAS Eupen elleni 5–2-s hazai találkozón. Ismét asszisztot jegyzett ezúttal Jelle Vossennek a negyedik gólnál. Két fordulóval később dublázni tudott az KV Kortrijk elleni 3–0-s bajnokin.

### AFC Bournemouth
2019. augusztus 1-én érkezett a belga Club Brugge együttesétől.
A 2019/20-as idény eleje nem alakult jól számára, ugyanis térdhajlító izom-sérülést szenvedett. Így csak szeptember 25-én tudott bemutatkozni a csapatban, a Burton Albion FC elleni 2–0-ra elvesztett idegenbeli EFL Kupa találkozón, az utolsó 29 perce cserélték be Dominic Solanke helyett. Három nap múlva játszotta élete első Premier League mérkőzését a West Ham United elleni 2–2-s bajnokin. A összecsapás utolsó 13 percében érkezett a pályára Harry Wilson váltva. Október 26-án első alkalommal lépett pályára kezdőként a bajnokság 10. fordulójában, a Watford FC elleni gólnélküli mérkőzésen.
A 2020/21-es idényben a Championshipben szerepelt a csapat. 2020. szeptember 12-én jegyezte első gólját Bournemouth színekben a bajnokság első fordulójában a Blackburn Rovers elleni 3–2-re nyert találkozón, melyen győztes gólt szerzett a 84. percben.

### Villarreal CF
2021. augusztus 19-én jelentették be szerződtetését, és 2026 nyaráig írt alá.
Szerződését követően három nappal később debütált csereként a RCD Espanyol elleni 0–0-s idegenbeli mérkőzésen a La Liga 2. fordulójában. A találkozó utolsó perceiben érkezett a pályára, Moi Gómez helyére. A következő fordulóban az Atlético Madrid ellen szerezte első gólját az 1–1-s bajnokin. Az első Bajnokok Ligája gólját Villarreal színeiben szeptember 14-én szerezte az Atalanta BC elleni 2–2-s hazai összecsapáson a csoportkörben. Öt nap elteltével lépett pályára első alkalommal kezdőként az RCD Mallorca ellen. Október 3-án duplázott a bajnokság 8. fordulójában a Real Betis elleni 2–0-s találkozón.
2022. február 19-én mesterhármast szerzett a bajnokság 25. fordulójában idegenbeli környezetben a Granada CF elleni 4–1-re nyert bajnokin.
2023. január 3-án lépett pályára 50. alkalommal a sárgák színeiben, a spanyol kupa harmadik körében a Cartagena ellen, amelyen gólt is szerzett az 5–1-re megnyert idegenbeli mérkőzésen.

#### Tottenham Hotspur(kölcsönben)
2023. január 25-én félévre kölcsönbe került a Tottenham Hotspur csapatához.
Január 28-án góllal debütált a csapatban a Preston elleni FA Kupa mérkőzésen, előbb csereként a 71. percben Ryan Sessegnont váltotta, később a 87. percben beállította a  3–0-ás végeredményt.
Február 11-én a Leicester City vendégeként debütált a bajnokságban, a 79. percben állt be Dejan Kulusevskit váltva a 4–1-re elvesztett találkozón.
Három nappal később a Bajnokok Ligájában is bemutatkozott, az AC Milan elleni nyolcaddöntőn.
Április 15-én korábbi csapata a Bournemouth ellen szerezte klub színeiben első gólját.

#### Everton(kölcsönben)
2023. július 23-án megegyeztek a Villarreallal, hogy a 2023/24-es idényét kölcsönben tölti a liverpooli együttesnél opciós joggal.

#### Girona(kölcsönben)
2024. augusztus 30-án Danjuma az előző szezonban bajnoki 4., így Bajnokok Ligája-induló Girona vette kölcsön egy évre.

### Valencia
2025. augusztus 10-én hároméves szerződét kötött a Valencia csapatával.

## A válogatottban

### Hollandia
2018 októberében Ronald Koeman hívta be első alkalommal a Németország elleni UEFA Nemzetek Ligája, és a Belgium elleni barátságos mérkőzésre.
Október 13-án debütált csereként a Németország elleni 3–0-ra nyert tétmérkőzésen. A 68. percben Steven Bergwijnt váltva.
Három nap múlva már kezdőként lépett pályára Belgium ellen, és a 27. percben megszerezte első gólját Memphis Depaynak köszönhetően, mely találat 1–1-s döntetlenhez vezetett.

## Magánélete
Danjuma Nigériában; Lagosban született, holland apától és nigériai anyától. Szülei válása után rövid ideig testvéreivel nevelőszülőkhöz került.

## Statisztika
2023. június 28-i állapot szerint.
| Klub                        | Szezon           | Bajnokság        | Bajnokság | Bajnokság | Kupa  | Kupa  | Nemzetközi | Nemzetközi | Egyéb | Egyéb | Összes | Összes |
| Klub                        | Szezon           | Liga             | Mérk.     | Gólok     | Mérk. | Gólok | Mérk.      | Gólok      | Mérk. | Gólok | Mérk.  | Gólok  |
| --------------------------- | ---------------- | ---------------- | --------- | --------- | ----- | ----- | ---------- | ---------- | ----- | ----- | ------ | ------ |
| Jong PSV                    | 2015/16          | Eerste Divisie   | 1         | 0         | —     | —     | —          | —          | —     | —     | 1      | 0      |
| Jong PSV                    | Összesen         | Összesen         | 1         | 0         | —     | —     | —          | —          | —     | —     | 1      | 0      |
| NEC                         | 2016/17          | Eredivisie       | 12        | 1         | 0     | 0     | —          | —          | 4     | 0     | 16     | 1      |
| NEC                         | 2017/18          | Eerste Divisie   | 28        | 11        | 2     | 2     | —          | —          | —     | —     | 30     | 13     |
| NEC                         | Összesen         | Összesen         | 40        | 12        | 2     | 2     | —          | —          | 4     | 0     | 46     | 14     |
| Club Brugge                 | 2018/19          | Jupiler League   | 20        | 5         | 1     | 0     | 2          | 1          | 1     | 0     | 24     | 6      |
| Club Brugge                 | 2019/20          | Jupiler League   | 1         | 0         | —     | —     | —          | —          | —     | —     | 1      | 0      |
| Club Brugge                 | Összesen         | Összesen         | 21        | 5         | 1     | 0     | 2          | 1          | 1     | 0     | 25     | 6      |
| Bournemouth                 | 2019/20          | Premier League   | 14        | 0         | 1     | 0     | —          | —          | —     | —     | 15     | 0      |
| Bournemouth                 | 2020/21          | Championship     | 33        | 15        | 2     | 0     | —          | —          | 2     | 2     | 37     | 17     |
| Bournemouth                 | Összesen         | Összesen         | 47        | 15        | 3     | 0     | —          | —          | 2     | 2     | 52     | 17     |
| Villarreal                  | 2021/22          | La Liga          | 23        | 10        | 0     | 0     | 11         | 6          | —     | —     | 34     | 16     |
| Villarreal                  | 2022/23          | La Liga          | 10        | 2         | 2     | 2     | 5          | 2          | —     | —     | 17     | 6      |
| Villarreal                  | Összesen         | Összesen         | 33        | 12        | 2     | 2     | 16         | 8          | 0     | 0     | 51     | 22     |
| Tottenham Hotspur (kölcsön) | 2022/23          | Premier League   | 9         | 1         | 2     | 1     | 1          | 0          | —     | —     | 12     | 2      |
| Tottenham Hotspur (kölcsön) | Összesen         | Összesen         | 9         | 1         | 2     | 1     | 1          | 0          | 0     | 0     | 12     | 2      |
| Everton (kölcsön)           | 2023/24          | Premier League   | 0         | 0         | 0     | 0     | 0          | 0          | 0     | 0     | 0      | 0      |
| Everton (kölcsön)           | Összesen         | Összesen         | 0         | 0         | 0     | 0     | 0          | 0          | 0     | 0     | 0      | 0      |
| KARRIER ÖSSZESEN            | KARRIER ÖSSZESEN | KARRIER ÖSSZESEN | 151       | 45        | 10    | 5     | 19         | 9          | 7     | 2     | 187    | 61     |

1. 1 2  Mérkőzése(i) a Bajnokok Ligájában
2. ↑  Mérkőzése(i) a Belga Szuperkupában
3. ↑  Mérkőzése(i) az EFL Kupában.
4. ↑  Mérkőzése(i) az FA Kupában.
5. ↑  Mérkőzése(i) a EFL Championship play-offs-ban
6. ↑  Mérkőzése(i) a Konferencia Ligában

### A válogatottban
2022. április 27-i állapot szerint.
| Hollandia | Hollandia | Hollandia |
| Év        | Mérk.     | Gólok     |
| --------- | --------- | --------- |
| 2018      | 2         | 1         |
| 2021      | 3         | 1         |
| 2022      | 1         | 0         |
| Összesen  | 6         | 2         |